# رزا مکرتچیان
رزا هوهانسی مکرتچیان (ارمنی: Ռոզա Հովհաննեսի Մկրտչյան؛  زادهٔ ۲۵ سپتامبر ۱۹۲۳ - درگذشته ۶ مارس ۱۹۹۵) پزشک کودکان اهل ارمنستان بود.

## زندگی‌نامه
وی در ۲۵ سپتامبر ۱۹۲۳ در تفلیس به دنیا آمد و در سال ۱۹۴۲ در ایروان نقل مکان نمود. وی از دانشگاه پزشکی دولتی ایروان فارغ‌التحصیل گشت. وی برنده جوایزی همچون پزشک شایسته ارمنستان شوروی (۱۹۶۵) شد. وی در ۶ مارس ۱۹۹۵ در سن ۷۱ سالگی در ایروان درگذشت.

## نگارخانه

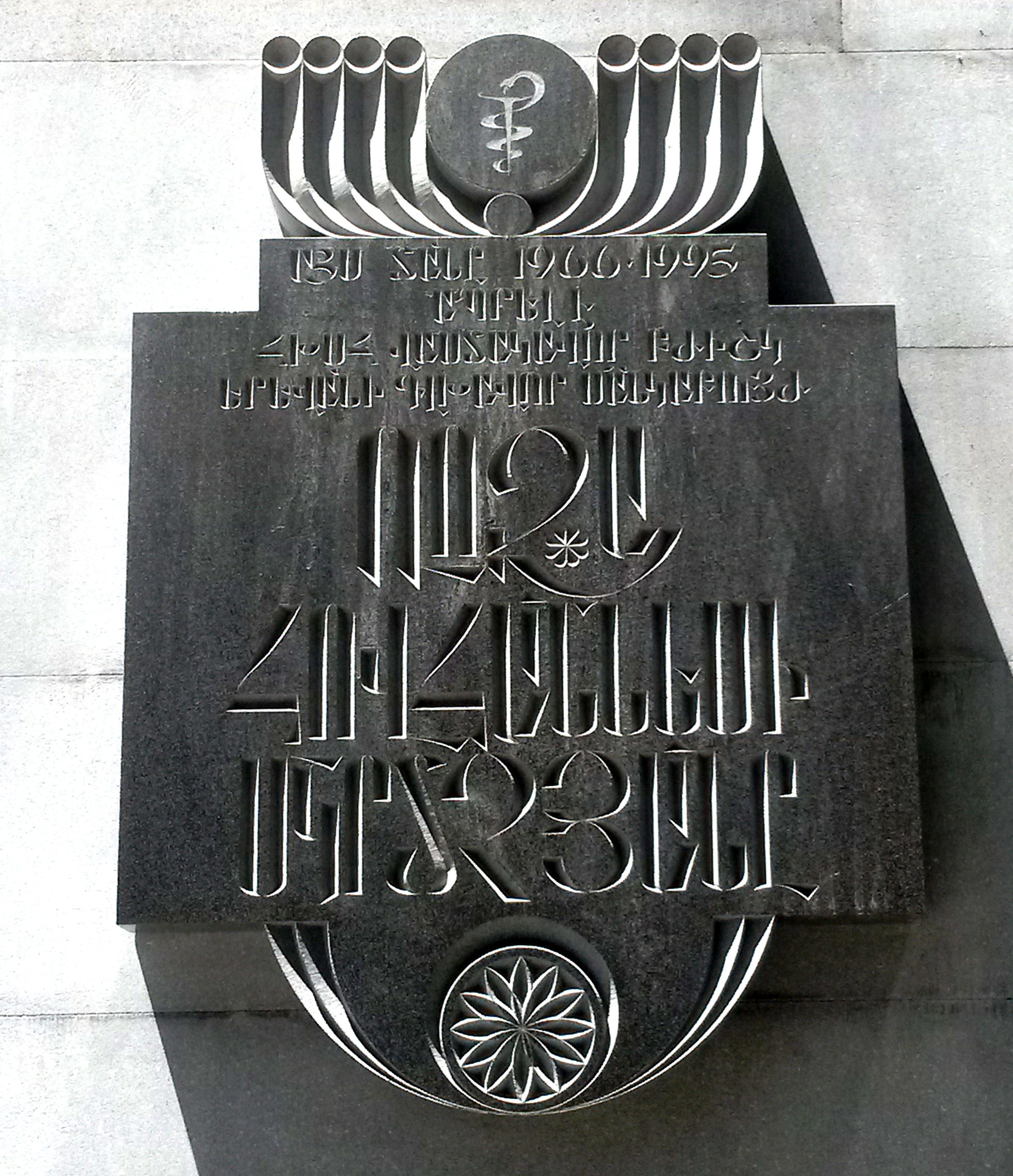
پلاک یادبود